# Emil Wachtl
Emil Wachtl byl pražský obchodník s fotografickým zbožím. Společně se svojí rodinou byl zavražděn v průběhu holocaustu.
Emil Wachtl se narodil v roce 1880 ve Švihově u Klatov. Pracoval v různých firmách věnujících se fotografii, aby si následně založil vlastní firmu Foto Wachtl. Tam prodával fotografické přístroje a techniku pro kinematografii. Vydával soupisy fotografických rad, nabízel také školení a opravy přístrojů. Postupně se mu podařilo v Praze vybudovat tři pobočky. Oženil se s Ignácii Wachtlovou (narozena 1890), měli spolu dvě děti: Evu (1927) a Otu (1929).
V roce 1938 promítal v Hotelu Zlatá Husa film o X. Všesokolském sletu, z čehož se dá usuzovat, že mu česká vlastenecká myšlenka nebyla cizí.[zdroj?]
Z Protektorátu Čechy a Morava se snažil vycestovat, zažádal o cestovní pas. Dne 20. července 1942 byl s celou rodinou transportován do Terezína, o osm dní později byl transportován do Baranoviči, kde byl zavražděn.
V roce 2016 byla v Ostravě uspořádána výstava Ostravské proměny, která mimo jiné prezentovala jeden z přístrojů firmy Emila Wachtla.